# Thargelia von Milet
Thargelia von Milet (altgriechisch Θαργηλία Thargēlía) war nach Plutarch eine Ionierin der alten Zeit (vermutlich der Zeitraum um die Wende vom 6. zum 5. Jahrhundert v. Chr.). Sie war die Tochter des Hagesagoras, von großer Schönheit, reizvoll und galt als äußerst schlau.
Thargelia verkehrte mit den einflussreichsten griechischen Männern und gewann so all ihre Liebhaber für den persischen Großkönig. Auf diese Weise säte sie den Samen persischer Gesinnung in den kleinasiatischen Griechenstädten. Sie soll nach Hippias von Elis mit vierzehn verschiedenen Männern verheiratet gewesen sein. Dieser Beschreibung nach war sie wohl eine Hetäre. Thargelia heiratete Antiochos, den Herrscher von Thessalien, und herrschte nach dessen Tod 30 Jahre lang über das Land. Sie leistete erfolgreichen Widerstand gegen den Zug des Dareios I. von Persien gegen Griechenland und schuf später eine gute Beziehung des Perserkönigs zu ihrer Heimat, indem sie ihre Liebhaber dazu brachte, ersteren zu unterstützen.
Schließlich wurde sie von einem Argeier ermordet, den sie einst ins Gefängnis gebracht hatte. Thargelia soll der Aspasia als Vorbild gedient haben.
Es ist möglich, dass sich die Quellen nicht auf dieselbe Thargelia beziehen und zwischen einer älteren und einer jüngeren Thargelia unterschieden werden muss.